# Cabanon (bande dessinée)
Pour les articles homonymes, voir Cabanon.
Cabanon est une série de bande dessinée du Belge Paul Deliège, publiée dans le journal Spirou entre 1965 et 1967, principalement en mini-récit.

## Synopsis
Épaules voûtées, menton surdimensionné, ne pêchant guère par optimisme, Cabanon est chômeur. Cette situation ne serait pas pour lui déplaire s'il n'y avait pas sa femme qui veut à tout prix qu'il trouve un travail.
Comme il ne sait rien faire de particulier, il est homme à tout faire. Il essaie donc tout un tas de métiers. Ces tentatives finissent toujours en catastrophe dont la victime est souvent un agent de police.

## Publication

### Revues
- Cabanon (mini-récits), dans Spirou[1] :

1421. Cabanon rentre tard (mini-récit no 277), 1965.
1434. Cabanon se mouille (mini-récit no 290), 1965.
1438. Cabanon plombier (mini-récit no 294), 1965.
1454. Cabanon noctambule (mini-récit no 310), 1966.
1477. Cabanon et le Piano (mini-récit no 334), 1966.
1497. Cabanon le dit avec des fleurs (mini-récit no 347), 1966.
1500. Cabanon fumiste (mini-récit no 350), 1967.
1509. Cabanon est dans le bain (mini-récit no 358), 1967.
1512. Cabanon n'a pas peur (mini-récit no 359), 1967.
1533. Cabanon a du coffre (mini-récit no 377), 1967.
1536. Cabanon a toujours du coffre (mini-récit no 380), 1967.
1541. Cabanon a des ennuis (mini-récit no 384), 1967.
- Cabanon (récits courts et gags), dans Spirou[1] :

1446. Cabanon manque de pot, 6 pages, 1965.
1466. Cabanon représentant, 6 pages, 1966.
1476. Cabanon et le somnambule, 6 pages, 1966.
1510. Cabanon n'est pas en forme, 1 page, 1967. Publié dans le no 1514 de l'édition belge.
1512. Cabanon est l'homme modèle, 1 page, 1967.
1513. Cabanon est une bonne pâte, 1 page, 1967.
1514. Cabanon est un réconfort, 1 page, 1967. Publié dans le no 1515 de l'édition belge.

### Albums
- Cabanon : Mini-récits, Le Coffre à BD, 2 tomes, 2018-2019[2]. Reprend les mini-récits.
- Cabanon, Hibou, 2013  (ISBN 9782874530586). Reprend les histoires grands formats.